# Saifuddin z Tidore
Saifuddin z Tidore, wł. سلطان سيف الدين, zwany Golofino (zm. 2 października 1687 r.) – jedenasty sułtan Tidore, syn Gorontalo. 
Wstąpił na tron, gdy region był w chaosie, ponieważ sułtanaty Ternate i Tidore były uwikłane w walki, w których Hiszpanie, Holendrzy i Portugalczycy rywalizowali o handel przyprawami. Panował od 1657 do 1687 r. Zerwał dawny sojusz z Hiszpanią i zawarł porozumienie z Holenderską Kompanią Wschodnioindyjską. Sajfuddin stracił prawą rękę z powodu trądu. 
Jego portret znajduje się w kolekcji książąt Czartoryskich, należącej do Muzeum Narodowego w Krakowie. Obraz zakupił Konstanty Czartoryski i podarował go do Domu Gotyckiego przed 1828 r. Jego wcześniejsze losy są nieznane. 